# Grace Schneiders-Howard
Grace Ruth Schneiders-Howard (* 16. September 1869 in Paramaribo; † 4. Februar 1968 ebenda) war eine surinamische Sozialaktivistin. Sie war die erste Frau, die in das Kolonialparlament von Suriname gewählt wurde.

## Biographie
Grace Howard war das einzige Kind von Helena Sophia van Emden, die der jüdisch-surinamischen Elite entstammte, und des aus Barbados stammenden Pflanzers Alfred Ernest Howard; die Familie gehörte zur Oberschicht und war wohlhabend. Sie wurde in Suriname, der damaligen niederländischen Kolonie geboren. Die Eltern trennten sich, als Grace Howard noch ein Kleinkind war, und die Mutter zog mit ihr nach Den Haag in die Niederlande, wo Familienangehörige der Mutter lebten. Grace Howard besuchte dort die Schule. Sie wollte Ärztin werden, aber dieser Berufswunsch erfüllte sich nicht; sie blieb ohne Ausbildung.
Während ihres Aufenthalts in Den Haag entwickelte Grace Howard ihr Interesse für Politik und besuchte Treffen der sozialdemokratischen Partei, der späteren Sociaal Democratische Arbeiders Partij (SDAP). Mutmaßlich lebte sie später in Aachen, wo sie ihren späteren Mann Wilhelm Schneiders (1868–1921) kennengelernt haben soll. Die Eheschließung erfolgte 1893 im englischen Dover; das Paar bekam drei Kinder, zwei Töchter und einen Sohn. 1908 bekam Grace Howard einen weiteren Sohn, dessen Vater nicht ihr Mann war, der das Kind aber anerkannte.
1902 kehrte Grace Schneiders-Howard mit ihrer Familie nach Suriname zurück. Ihr Mann ließ sich dort als Buchbinder nieder, und seine Frau begann, Beerdigungen für Einkommensschwache zu organisieren, und sie nahm Hausräumungen und Entrümpelungen für die Müllabfuhr von Paramaribo vor. 1911 war sie neben dem Missionar Julius Theodor Wenzel Mitbegründerin der Gruppe Ikhtiyar aur Hakh (IAH) (Freiheit und Gerechtigkeit), die die Interessen britisch-indischer, hindustanischer Einwanderer vertrat, die auf Plantagen arbeiteten, und in der sich in wenigen Wochen rund 1500 Mitglieder organisierten. Die Gruppe stand im Gegensatz zur Surinamese Immigrants Association (SIV), deren Gründer Sital Persad gute Beziehungen zu den Behörden pflegte und der die Arbeiter deshalb misstrauten. Grace Schneider-Howards beschuldigte Persad öffentlich des Betrugs oder gar der Planung eines Mordes, woraufhin sie zu zwei Monaten Haft und einer Zahlung von 25 Gulden verurteilt wurde. Mehrere Gnadengesuche wurden abgelehnt, da die Behörden nicht von ihrer „aufrichtigen Reue“ überzeugt gewesen sein sollen. Diese Verurteilung bedeutete einen herben Rückschlag für die politischen Ziele der IAH.
Einige Jahre später erhielt Grace Schneiders-Howard eine Anstellung bei der US-amerikanischen Rockefeller Foundation, die 1915 in Suriname eine Kampagne zur Bekämpfung der Hakenwurmkrankheit (Ancylostomiasis) gestartet hatte. Durch den Bau von Latrinen sollte die Hygiene im Land verbessert werden. Die Foundation stellte ihre Aktivitäten in Suriname 1917 ein, aber Schneiders-Howard setzte ihre Arbeit innerhalb des surinamischen Regierungsapparates fort. Noch 1919 wurde sie als „Gehilfin“ im Hygienedienst bezeichnet, zwei Jahre später als „Aufseherin in der Ancylostomiasisbekämpfung“ und 1924  „Oberaufseherin“ im Hygienedienst. Damit war sie die höchste weibliche Beamtin in Suriname.
Schneiders-Howard schrieb regelmäßig Briefe zu Gesundheitsfragen und zum Hygienedienst an Behörden in Paramaribo und in den Niederlanden. Dabei nahm sie „kein Blatt vor den Mund“. 1930 wurde sie wegen „Verleumdung und übler Nachrede“ entlassen. Dies führte sogar zu einer Debatte im niederländischen Parlament: einige Abgeordnete nannten sie eine „impulsive Intrigantin“, andere lobten ihre Verdienste. Die Kolonialverwaltung rehabilitierte Schneiders-Howard, und 1934 wurde sie erneut zur Inspektorin des Hygienedienstes ernannt, bis sie drei Jahre später endgültig entlassen wurde: Die Behörden warfen ihr erneut „Insubordination“ vor. Dennoch wurde ihre Entlassung als „ehrenhaft“ bezeichnet.
1936 erhielten Frauen in Suriname das passive Wahlrecht, und Grace Schneiders-Howard war die erste Frau, die für die Koloniale Staten (Kolonialparlament) von Suriname kandidierte. Obwohl die Mehrzahl ihrer Anhänger aufgrund des Wahlrechts keine Stimme hatte, wurde sie 1938 gewählt. Als Mitglied des Parlaments setzte sie sich für die Arbeiter und die Kleinbauern ein sowie für die Hygiene und die öffentliche Gesundheitsfürsorge. 1942, 1943 und 1946 kandidierte sie erneut, wurde jedoch nicht gewählt. Auch gelang es ihr nicht, 1948 als offizielle Vertreterin der einheimischen Bevölkerung von Suriname an einer Konferenz über die politische Zukunft der niederländischen Kolonien teilzunehmen. Am 4. Februar 1968 starb Grace Schneiders-Howard in ihrer Heimatstadt Paramaribo im Alter von 98 Jahren.
Johan van de Walle, ein Freund von Grace Schneiders-Howard, schrieb in seinen Memoiren über sie: „Sie war eine komplette Nonkonformistin, eine aristokratische Frau, die in ihrer Jugend große Reisen nach Monte Carlo und in deutsche Luxusbäder unternommen hatte und nach Suriname zurückkehrte, um sich dem ärmsten Teil der Bevölkerung zu widmen.“

## Erinnerungen
30 Jahre nach ihrem Tod gab die Post von Suriname eine Briefmarke mit dem Bild von Grace Schneiders-Howard heraus. In Paramaribo wurde die Mevr. Schneiders Howardstraat nach ihr benannt sowie die G. Schneiders Howard school in Nickerie.